# Gadmen
Gadmen is een plaats en voormalige gemeente in het Zwitserse kanton Bern, en maakt deel uit van het district Interlaken-Oberhasli.
Gadmen telt 227 inwoners.
Op 1 januari 2014 werd Gadmen opgenomen in de gemeente Innertkirchen.